# آدم ميتشيل (لاعب كرة قدم)
آدم ميتشيل (1 يونيو 1996 في كرواتيا - ) هو لاعب كرة قدم كرواتي في مركز الدفاع.

## وصلات خارجية
- آدم ميتشيل على موقع الاتحاد الدولي (مؤرشف)  (الإنجليزية)
- آدم ميتشيل على موقع الاتحاد الأوربي (الإنجليزية)
- آدم ميتشيل على موقع قاعدة بيانات كرة القدم.إي يو (الإنجليزية)
- آدم ميتشيل على موقع ناشيونال فوتبول تيمز (الإنجليزية)
- آدم ميتشيل على موقع Soccerbase.com (لاعب) (الإنجليزية)
- آدم ميتشيل على موقع Soccerway.com (الإنجليزية)
- آدم ميتشيل على موقع عالم كرة القدم.نت (الإنجليزية)